# جون ستيوارت (سياسي أسترالي)
جون ستيوارت (بالإنجليزية: John Stewart)‏ هو سياسي أسترالي، ولد في 23 مايو 1868 بغلاسكو في المملكة المتحدة، وتوفي في 30 أغسطس 1927 ببحر بسبب غرق. حزبياً، نشط في Western Australian Liberal Party (1911–1917) ‏. وقد انتخب عضو الجمعية التشريعية لأستراليا الغربية عن دائرة Electoral district of Claremont ‏ (29 سبتمبر 1917 – 20 أغسطس 1918).